# Igreja de Nossa Senhora da Graça (Olinda)
A Igreja de Nossa Senhora da Graça é um templo católico da cidade de Olinda, em Pernambuco, localizada no alto do Morro do Seminário.

## Origens
A Igreja de Nossa Senhora da Graça foi uma das primeiras a serem construídas no Brasil. Originalmente erguida como um oratório de taipa no ano de 1551, por ordem de Duarte Coelho, fazia parte de uma propriedade doada aos Jesuítas para que iniciassem a catequização dos indígenas do local, e deveria incluir um colégio e um jardim botânico, instalados mais tarde.
Já em 1567 o edifício primitivo foi substituído por outro maior, de alvenaria, obra do padre Antônio Pires concluída depois de quatro anos, mas que era apenas uma capela. Entre 1584 e 1592 a igrejinha foi ampliada pelo padre Luiz Grã, com acréscimo da nave, fachada e telhado.
Com o incêndio de Olinda em 1631 o complexo foi seriamente danificado, mas os objetos de culto e outras riquezas foram removidos a tempo e enterrados a salvo dos saques. Contudo, estes bens foram definitivamente perdidos quando, depois de desenterrados após a partida dos holandeses, foram levados a Portugal pelo padre Francisco de Vilhena em uma nau que foi atacada por piratas.
A igreja e o colégio foram reerguidos entre 1661 e 1662, e no colégio o Padre Antônio Vieira ensinou Retórica. Com a expulsão dos Jesuítas do reino de Portugal e seus domínios em 1759, o complexo foi desativado temporariamente. No século XVIII a igreja sofreu reformas, alterando-se a posição do campanário e abrindo-se janelas no nível superior.

## Características
A fachada segue o modelo maneirista da arquitetura chã, bastante singelo e despojado, constituído por apenas uma porta de entrada num frontispício mínimo, sob um óculo redondo, e um frontão triangular sem adornos salvo a cruz no topo e pequenos pináculos nas extremidades.
O interior é igualmente sóbrio, formado por uma nave única, com um coro simples de madeira sustentado por duas colunas toscanas, capelas laterais junto ao fundo da igreja, duas capelas pegadas ao arco de cruzeiro, e a capela-mor. O teto em duas águas com forro de caibros aparentes de madeira ainda é do século XVII, e ao longo das paredes, junto ao forro, corre um friso de pedra em desenho geométrico.
A decoração se concentra principalmente nas capelas do cruzeiro, inclusas em grandes arcos redondos, e cujos altares são os mais antigos do Brasil. Seu desenho se resume a uma bancada elementar na base, um segundo nível com dois pares de colunas coríntias de fuste canelado, ladeando um nicho central absidal com meia-cúpula em feição de concha, e um frontão com voluta simples e moldura para um monograma central.
A capela-mor, também delimitada por um arco redondo de pedra, conta atualmente apenas com o altar de celebração e, às suas costas, um sacrário e um crucifixo discreto.